# The Seldom Seen Kid
| Совокупная оценка | Совокупная оценка |
| Источник          | Оценка            |
| ----------------- | ----------------- |
| Metacritic        | 82/100            |
| Оценки критиков   |                   |
| Источник          | Оценка            |
| AllMusic          | [ 2 ]             |
| The A.V. Club     | B+                |
| The Guardian      | [ 4 ]             |
| The Independent   | [ 5 ]             |
| NME               | 9/10              |
| Pitchfork Media   | 7.8/10            |
| Q                 | [ 8 ]             |
| Spin              | [ 9 ]             |
| The Times         | [ 10 ]            |
| Uncut             | [ 11 ]            |

The Seldom Seen Kid — четвёртый студийный альбом британской группы Elbow, выпущенный 12 марта 2008 в Великобритании и 22 апреля 2008 в США.

## Описание
Выпуск альбома в Великобритании предварял сингл «Grounds for Divorce», вышедший 10 марта 2008. 18 марта в США и 2 июня в Великобритании синглом была выпущена песня — «One Day Like This», 29 сентября — «The Bones of You». На все три песни были сняты видеоклипы.
Один из авторов портала Allmusic Стюарт Мейсон, рецензируя «The Seldom Seen Kid», не удивился тому, что Elbow часто сравнивают с такими «прог-рокерами старой школы как Pink Floyd и Electric Light Orchestra — они являются доказательством того, что альбомы могут быть крутыми и коммерческими одновременно».
Обозреватель журнала Spin Джон Янг полагает, что группа на альбоме звучит «приятнее чем Pulp, менее сочно нежели Coldplay, Elbow главенствуют в педантичной оркестровой поп-музыке, которая не принимает себя слишком серьёзно».
«The Seldom Seen Kid» получил Mercury Prize как лучший альбом Великобритании и Ирландии 2008 года. 17 января 2009 года Elbow совместно с BBC Concert Orchestra записали live-версию альбома «The Seldom Seen Kid» в студии Abbey Road, запись транслировалась в прямом эфире на BBC Radio 2.

## Список композиций
Слова и музыка всех песен — Elbow, все тексты — Гай Гарви, если не указано иное.
| №   | Название | Длительность |
| --- | --- | ------------ |
| 1.  | «Starlings» | 5:05         |
| 2.  | «The Bones of You» (содержит элементы из "Summertime" (Джордж Гершвин, Дюбос Хейвард, Дороти Хейвард и Айра Гершвин)) | 4:49         |
| 3.  | «Mirrorball» | 5:50         |
| 4.  | «Grounds for Divorce»                                                                                                 | 3:39         |
| 5.  | «An Audience with the Pope»                                                                                           | 4:27         |
| 6.  | «Weather to Fly» | 4:29         |
| 7.  | «The Loneliness of a Tower Crane Driver»                                                                              | 5:14         |
| 8.  | «The Fix» (Elbow, Ричард Хоули)                                                                                       | 4:27         |
| 9.  | «Some Riot» | 5:23         |
| 10. | «One Day Like This»                                                                                                   | 6:34         |
| 11. | «Friend of Ours» | 4:38         |
| 12. | «We're Away» (UK bonus track)                                                                                         | 1:59         |